# Stoneclough
Stoneclough – wieś w Anglii, w hrabstwie ceremonialnym Wielki Manchester, w dystrykcie metropolitalnym Bolton. Leży 13 km na północny zachód od centrum miasta Manchester.